# Man Arenas
 (novembre 2018).
Man Arenas est né en 1966 à Bruxelles, en Belgique. Il est chef décorateur et directeur artistique pour le cinéma d'animation. Il poursuit aussi une carrière comme auteur de bande dessinée.

## Biographie
Man Arenas a commencé sa carrière à Bruxelles en 1988, travaillant pour le studio d'animation SEPP comme illustrateur au developpement visuel de plusieurs séries d'animation pour la télévision. Depuis, il a travaillé sur plusieurs longs métrages d'animation tels que Excalibur, l'épée magique, Gloups ! je suis un poisson, Plume et l'île mystérieuse, L'étoile de Laura et Les Chimpanzés de l'espace.

## Travaux

### Animation
- Gloups ! Je suis un poisson (Hjaelp, jeg er en fisk) ( Allemagne/ Irlande/ Danemark) (Production designer)
- Plume et l'île mystérieuse (Der kleine Eisbär 2 : Die geheimnisvolle Insel)  ( Allemagne) (Character designer & Production designer)
- Les Chimpanzés de l'espace( Space Chimps) ( Canada) (Character designer& Set designer)
- L'étoile de Laura (Lauras Stern) ( Allemagne) (Production designer)
- The Gruffalo (The Gruffalo) ( Allemagne/ Angleterre) (Production designer)

### Publications
- Yaxin Le Faune Gabriel - Canto I,Soleil Productions, 2010
- Les mondes de Yaxin : Le jour de la licorne, Soleil Productions, mars 2013